# Lödla
Lödla es un municipio situado en el distrito de Altenburger Land, en el estado federado de Turingia (Alemania), a una altitud de 200 metros. Su población a finales de 2016 era de unos 700 habitantes y su densidad poblacional, 160 hab/km².
Se encuentra junto a la frontera con el estado de Sajonia. Dentro del distrito, el municipio está asociado a la mancomunidad (Verwaltungsgemeinschaft) de Rositz, cuya capital es Rositz.
La localidad fue fundada el 1 de julio de 1950 mediante la agrupación en un solo ayuntamiento de tres localidades colindantes las unas con las otras, llamadas Oberlödla, Rödigen y Unterlödla, que actualmente son los tres principales barrios de Lödla. Al nuevo municipio se añadió como pedanía la pequeña aldea de Wieseberg, hasta aquel año perteneciente a Lossen.